# NGC 2095
NGC 2095 (również ESO 86-SC24) – gromada otwarta, znajdująca się w gwiazdozbiorze Złotej Ryby. Należy do Wielkiego Obłoku Magellana. Odkrył ją John Herschel 20 grudnia 1835 roku, być może wcześniej obserwował ją James Dunlop w 1826 roku.